# Handsome Furs
Gli Handsome Furs sono stati un gruppo musicale indie rock canadese attivo dal 2006 al 2012.

## Storia del gruppo
Il gruppo, originario di Montréal, era composto da Dan Boeckner (anche membro di Wolf Parade, Atlas Strategic e altri gruppi) e dalla sua ex-moglie Alexei Perry.
Nel 2006 hanno firmato un contratto con la Sub Pop Records e hanno pubblicato l'album discografico di debutto nel 2007. Nel marzo 2009 è uscito il secondo album Face Control, di matrice electro-punk. Nel giugno 2011, sempre per la Sub Pop, è uscito il terzo album, che è stato inserito nella "short-list" dei finalisti per il Polaris Music Prize. Nel maggio 2012 il gruppo ha annunciato lo scioglimento.

## Formazione

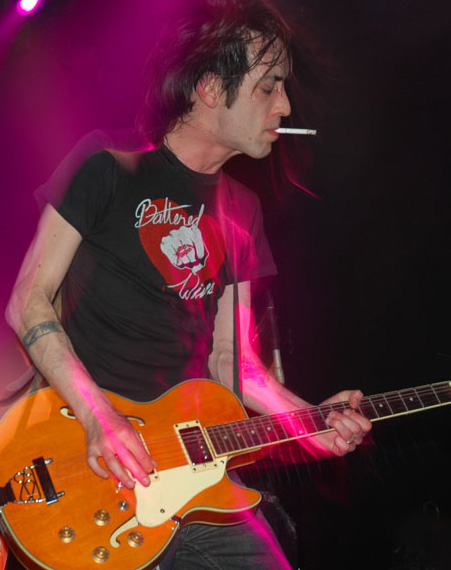
Dan Boeckner
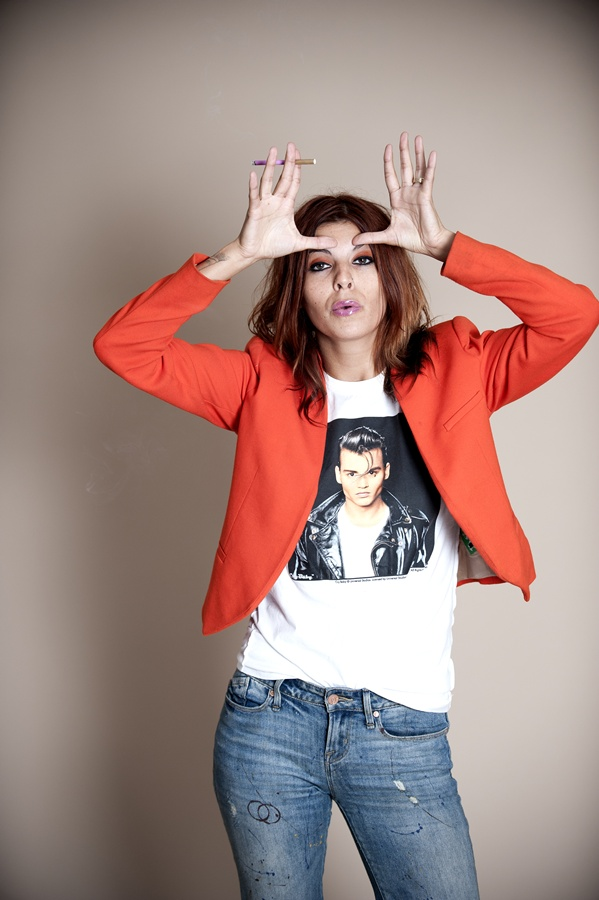
Alexei Perry

- Dan Boeckner
- Alexei Perry

## Discografia
Album
- 2007 - Plague Park
- 2009 - Face Control
- 2011 - Sound Kapital